# Härnösand
Härnösand est une ville de Suède, chef-lieu de la commune de Härnösand, dans le comté de Västernorrland. 18 003 personnes y vivent.

## Histoire
En 1592, une première église est construite à l'emplacement de la cathédrale actuelle. Un incendie détruit presque totalement la ville en 1710. En 1721, pendant la Grande guerre du Nord, l'armée russe de Pierre le Grand incendie la ville. En 1846, la cathédrale est achevée. En 1877, un incendie détruit une partie de la ville. En 1885, elle est une des premières villes d'Europe à avoir un éclairage électrique dans les rues.
En 2007, Härnösand vend la quasi-totalité de son parc immobilier (écoles, maisons de retraite et foyers d’hébergement), soit quarante-trois bâtiments publics, à une société privée, à laquelle elle les loue depuis. La vente visait à l'époque à redresser les finances de la ville, très endettée depuis la crise financière des années 1990. Pourtant, elle est ensuite confrontée à une hausse record du prix des loyers ; en quatre ans seulement, elle paye presque l'équivalent de ce que lui avait rapporté la vente. Autour de 10 % de son budget annuel sont désormais consacrés à la location de ses anciens bâtiments publics.

## Personnalités liées à la commune
- Alfhild Agrell, écrivaine née sur place en 1849,
- Anders Jonas Ångström, astronome et physicien (1814-1874), y a été au lycée,
- Abir Al-Sahlani, femme politique née en 1976, y a passé une partie de sa jeunesse,
- Annika Billström, femme politique née sur place en 1956,
- Nils Bohlin, inventeur né sur place en 1920,
- Jean Börlin, danseur et chorégraphe né sur place en 1893,
- Lena Endre, actrice née sur place en 1955,
- Per Nilsson, footballeur né sur place en 1982,
- Anette Norberg, joueuse de curling née sur place en 1966,
- Sven Pettersson, sauteur à ski né sur place en 1927,
- Daniel Theorin, footballeur né sur place en 1983.

## Transports
- Aéroport de Sundsvall-Härnösand

## Jumelages
La ville de Härnösand est jumelée avec :
- Kokkola (Finlande)
- Kristiansund (Norvège)
- Fredericia (Danemark)
- Viljandi (Estonie)